# The KISS 40th Anniversary World Tour
The KISS 40th Anniversary World Tour bylo koncertní turné americké hardrockové skupiny Kiss, které sloužilo jako oslava 40. výročí od vzniku skupiny. Na severoamerické části turné skupině předskakovali Def Leppard. Koncerty v Las Vegas byly zaznamenány na koncertní album a videozáznam Kiss Rocks Vegas.

## Seznam písní
Severní Amerika:
1. Psycho Circus
2. Deuce
3. Shout It Out Loud
4. War Machine
5. Hotter Than Hell
6. I Love It Loud
7. Lick It Up
8. God of Thunder
9. Hide Your Heart
10. Calling Dr. Love
11. Love Gun
12. Black Diamond
13. Detroit Rock City
14. Rock and Roll All Nite

Hrány také tyto skladby: King of the Night Time World, Makin' Love, Christine Sixteen, Creatures of the Night, Cold Gin, Let Me Go, Rock 'n' Roll, Plaster Caster, Tears Are Falling, Hell or Hallelujah, I Was Made for Lovin' You, Parasite a Do You Love Me?
Japonsko:
1. Detroit Rock City
2. Creatures of the Night
3. Psycho Circus
4. Parasite
5. Shout It Out Loud
6. War Machine
7. Do You Love Me?
8. Deuce
9. Hell or Hallelujah
10. I Love It Loud
11. Sukiyaki (japonská píseň)
12. Lick It Up
13. God of Thunder
14. Love Gun
15. Black Diamond

Přídavek:
1. I Was Made for Lovin' You
2. Samurai Son
3. Rock and Roll All Nite

Hrány také tyto skladby: Hide Your Heart (hráno v Nagoze), Yume no Ukiyo ni Saitemina (hráno v Tokiu)
Jižní Amerika:
1. Detroit Rock City
2. Creatures of the Night
3. Psycho Circus
4. War Machine
5. Do You Love Me?
6. Deuce
7. Hell or Hallelujah
8. I Love It Loud
9. Parasite
10. Lick It Up
11. God of Thunder
12. Hide Your Heart
13. Love Gun
14. Black Diamond

Přídavek:
1. Shout It Out Loud
2. I Was Made for Lovin' You
3. Rock and Roll All Nite

Evropa:
1. Detroit Rock City
2. Deuce
3. Psycho Circus
4. Creatures of the Night
5. I Love It Loud
6. War Machine
7. Do You Love Me?
8. Hell or Hallelujah
9. Calling Dr. Love
10. Lick It Up
11. God of Thunder
12. Parasite
13. Love Gun
14. Black Diamond

Přídavek:
1. Shout It Out Loud
2. I Was Made for Lovin' You
3. Rock and Roll All Nite

Cold Gin nahradil Parasite po koncertu Rock In Vienna.
Austrálie:
1. Detroit Rock City
2. Shout It Out Loud
3. She
4. Creatures of the Night
5. I Love It Loud
6. War Machine
7. Do You Love Me?
8. Hell or Hallelujah
9. Calling Dr. Love
10. Lick It Up
11. God of Thunder
12. Shandi
13. Cold Gin
14. Love Gun
15. Black Diamond

Přídavek:
1. Deuce
2. Psycho Circus
3. Rock and Roll All Nite

## Turné v datech
| Severní Amerika (s Def Leppard) |                  |               |                                      |
| 23. června 2014                 | West Valley City | Spojené státy | USANA Amphitheatre                   |
| 25. června 2014                 | Denver           | Spojené státy | Pepsi Center                         |
| 27. června 2014                 | Ridgefield       | Spojené státy | Sleep Country Amphitheater           |
| 29. června 2014                 | Auburn           | Spojené státy | White River Amphitheatre             |
| 2. července 2014                | Concord          | Spojené státy | Concord Pavilion                     |
| 3. července 2014                | Wheatland        | Spojené státy | Sleep Train Amphitheatre             |
| 5. července 2014                | Irvine           | Spojené státy | Verizon Wireless Amphitheatre        |
| 6. července 2014                | Chula Vista      | Spojené státy | Sleep Train Amphitheatre             |
| 8. července 2014                | Inglewood        | Spojené státy | The Forum                            |
| 9. července 2014                | Phoenix          | Spojené státy | Ak-Chin Pavilion                     |
| 12. července 2014               | Austin           | Spojené státy | Austin360 Amphitheater               |
| 13. července 2014               | Dallas           | Spojené státy | Gexa Energy Pavilion                 |
| 15. července 2014               | Cincinnati       | Spojené státy | Riverbend Music Center               |
| 16. července 2014               | Nashville        | Spojené státy | Bridgestone Arena                    |
| 18. července 2014               | Atlanta          | Spojené státy | Aaron's Amphitheatre                 |
| 19. července 2014               | Charlotte        | Spojené státy | PNC Music Pavilion                   |
| 20. července 2014               | Raleigh          | Spojené státy | Walnut Creek Amphitheatre            |
| 22. července 2014               | West Palm Beach  | Spojené státy | Cruzan Amphitheatre                  |
| 23. července 2014               | Tampa            | Spojené státy | MidFlorida Credit Union Amphitheatre |
| 25. července 2014               | Bristow          | Spojené státy | Jiffy Lube Live                      |
| 26. července 2014               | Holmdel          | Spojené státy | PNC Bank Arts Center                 |
| 1. srpna 2014                   | Mansfield        | Spojené státy | Xfinity Center                       |
| 2. srpna 2014                   | Atlantic City    | Spojené státy | Boardwalk Hall                       |
| 3. srpna 2014                   | Camden           | Spojené státy | Susquehanna Bank Center              |
| 5. srpna 2014                   | Saratoga Springs | Spojené státy | Saratoga Performing Arts Center      |
| 6. srpna 2014                   | Wantagh          | Spojené státy | Nikon at Jones Beach Theater         |
| 8. srpna 2014                   | Virginia Beach   | Spojené státy | Farm Bureau Live                     |
| 9. srpna 2014                   | Scranton         | Spojené státy | Toyota Pavilion                      |
| 10. srpna 2014                  | Hartford         | Spojené státy | Xfinity Theatre                      |
| 12. srpna 2014                  | Toronto          | Kanada        | Molson Canadian Amphitheatre         |
| 13. srpna 2014                  | Darien           | Spojené státy | Darien Lake Performing Arts Center   |
| 15. srpna 2014                  | East Troy        | Spojené státy | Alpine Valley Music Theatre          |
| 16. srpna 2014                  | Tinley Park      | Spojené státy | First Midwest Bank Amphitheatre      |
| 17. srpna 2014                  | Minneapolis      | Spojené státy | Target Center                        |
| 20. srpna 2014                  | Des Moines       | Spojené státy | Wells Fargo Arena                    |
| 22. srpna 2014                  | Noblesville      | Spojené státy | Klipsch Music Center                 |
| 23. srpna 2014                  | Clarkston        | Spojené státy | DTE Energy Music Theatre             |
| 24. srpna 2014                  | Burgettstown     | Spojené státy | First Niagara Pavilion               |
| 26. srpna 2014                  | Cuyaghoga Falls  | Spojené státy | Blossom Music Center                 |
| 28. srpna 2014                  | Maryland Heights | Spojené státy | Verizon Wireless Amphitheatre        |
| 29. srpna 2014                  | Tulsa            | Spojené státy | BOK Center                           |
| 31. srpna 2014                  | The Woodlands    | Spojené státy | Cynthia Woods Mitchell Pavilion      |
| Severní Amerika                 |                  |               |                                      |
| 25. října 2014                  | Mexico City      | Mexiko        | Hell and Heaven Festival             |
| 29. října 2014                  | Anaheim          | Spojené státy | Honda Center                         |
| Kiss Rocks Vegas                |                  |               |                                      |
| 5. listopadu 2014               | Las Vegas        | United States | The Joint                            |
| 7. listopadu 2014               | Las Vegas        | United States | The Joint                            |
| 8. listopadu 2014               | Las Vegas        | United States | The Joint                            |
| 12. listopadu 2014              | Las Vegas        | United States | The Joint                            |
| 14. listopadu 2014              | Las Vegas        | United States | The Joint                            |
| 15. listopadu 2014              | Las Vegas        | United States | The Joint                            |
| 19. listopadu 2014              | Las Vegas        | United States | The Joint                            |
| 22. listopadu 2014              | Las Vegas        | United States | The Joint                            |
| 23. listopadu 2014              | Las Vegas        | United States | The Joint                            |
| 8. ledna 2015                   | Las Vegas        | United States | The Joint                            |
| Asie                            |                  | United States |                                      |
| 23. února 2015                  | Nagoya           | Japonsko      | Nippon Gaishi Hall                   |
| 25. února 2015                  | Osaka            | Japonsko      | Osaka Castle Hall                    |
| 26. února 2015                  | Hiroshima        | Japonsko      | Hiroshima Sun Plaza                  |
| 28. února 2015                  | Sendai           | Japonsko      | Sekisui Heim Super Arena             |
| 3. března 2015                  | Tokyo            | Japonsko      | Tokyo Dome                           |
| Jižní Amerika                   |                  |               |                                      |
| 10. dubna 2015                  | Bogotá           | Kolumbie      | Estadio El Campín                    |
| 12. dubna 2015                  | Quito            | Ekvádor       | Bicentenário Park                    |
| 14. dubna 2015                  | Santiago         | Chile         | Movistar Arena                       |
| 16. dubna 2015                  | Buenos Aires     | Argentina     | Estadio Jose Amalfitani              |
| 18. dubna 2015                  | Montevideo       | Uruguay       | Estadio Gran Parque Central          |
| 20. dubna 2015                  | Florianópolis    | Brazílie      | Devassa On Stage                     |
| 21. dubna 2015                  | Curitiba         | Brazílie      | Pedreira Paulo Leminski              |
| 23. dubna 2015                  | Belo Horizonte   | Brazílie      | Mineirinho                           |
| 24. dubna 2015                  | Brasília         | Brazílie      | Estacionamento do Estadio Nacional   |
| 26. dubna 2015                  | São Paulo        | Brazílie      | Anhembi Convention Center            |
| Evropa                          |                  |               |                                      |
| 30. května 2015                 | Mnichov          | Německo       | Rockavaria Festival                  |
| 31. května 2015                 | Gelsenkirchen    | Německo       | Rock im Revier                       |
| 2. června 2015                  | Hamburk          | Německo       | O2 World Arena                       |
| 3. června 2015                  | Berlín           | Německo       | O2 World Arena                       |
| 4. června 2015                  | Lipsko           | Německo       | Leipzig Arena                        |
| 6. června 2015                  | Vídeň            | Rakousko      | Rock In Vienna Festival              |
| 8. června 2015                  | Praha            | Česko         | O2 arena                             |
| 10. června 2015                 | Curych           | Švýcarsko     | Hallenstadion                        |
| 11. června 2015                 | Verona           | Itálie        | Verona Arena                         |
| 14. června 2015                 | Donington Park   | Anglie        | Download Festival                    |
| 16. června 2015                 | Paříž            | Francie       | Zénith de Paris                      |
| 18. června 2015                 | Amsterdam        | Nizozemsko    | Ziggo Dome                           |
| 19. června 2015                 | Dessel           | Belgie        | Graspop Metal Meeting                |
| 21. června 2015                 | Barcelona        | Španělsko     | Palau Sant Jordi                     |
| 22. června 2015                 | Madrid           | Španělsko     | Barclaycard Center                   |
| Oceánie                         |                  |               |                                      |
| 3. října 2015                   | Perth            | Austrálie     | Perth Arena                          |
| 6. října 2015                   | Adelaide         | Austrálie     | Adelaide Entertainment Centre        |
| 8. října 2015                   | Melbourne        | Austrálie     | Rod Laver Arena                      |
| 9. října 2015                   | Melbourne        | Austrálie     | Rod Laver Arena                      |
| 10. října 2015                  | Sydney           | Austrálie     | Allphones Arena                      |
| 12. října 2015                  | Newcastle        | Austrálie     | Newcastle Entertainment Centre       |
| 13. října 2015                  | Brisbane         | Austrálie     | Brisbane Entertainment Centre        |
| 16. října 2015                  | Auckland         | Nový Zéland   | Vector Arena                         |

## Sestava
- Paul Stanley – rytmická kytara, zpěv
- Gene Simmons – basová kytara, zpěv
- Tommy Thayer – sólová kytara, zpěv
- Eric Singer – bicí, zpěv